# Tirà crestat de Wied
El tirà crestat de Wied (Myiarchus tyrannulus) és un ocell de la família dels tirànids (Tyrannidae).

## Hàbitat i distribució
Habita el bosc obert, matolls i manglars des del sud-est de Califòrnia i sud de Nevada, sud-oest de Utah, Arizona, sud-oest de Nou Mèxic i sud de Texas, cap al sud, a través de Mèxic, incloent la Península de Yucatán, les illes Tres Marías, Cozumel i Cancun, fins Guatemala, Belize i nord d'Hondures i El Salvador. Pel vessant del Pacífic a Nicaragua i nord-oest de Costa Rica. A les terres baixes, des del nord i est de Colòmbia, Veneçuela, incloent les illes des d'Aruba. cap a l'est fins Tobago i Trinitat, i Guaiana, cap al sud, a través del Brasil, nord i est del Perú i Bolívia fins al nord de l'Argentina i Paraguai.